# Ford Fiesta RS WRC
El Ford Fiesta RS WRC es un vehículo de rally basado en el Ford Fiesta con homologación World Rally Car. Fue diseñado y construido por la empresa británica M-Sport conjuntamente con Ford Europa y utilizado por el equipo Ford World Rally Team para competir en el Campeonato Mundial de Rally. Debutó en el Rally de Suecia de 2011 y sustituyó al Ford Focus RS WRC, coche que la marca había utilizado desde 1999 hasta 2010. Fue junto al Citroën DS3 WRC uno de los primeros vehículos en ser homologados en la generación de los World Rally Car basados en los Super 2000 e introducidos en 2011. La propia empresa encargada de su diseño también desarrolló el Ford Fiesta S2000 automóvil que desarrolló con anterioridad y que sirvió de base para la versión WRC.
El Ford Fiesta RS WRC es un vehículo con motor 1600 cc con turbo, cuatro cilindros en línea, tracción a las cuatro ruedas y una potencia de 300 cv con un par motor de 450 Nm. Posee una caja de cambios secuencial de seis marchas y tiene un peso de 1200 kg. Ford empleó este modelo entre 2011 y 2012 con tres pilotos diferentes: Mikko Hirvonen, Jari-Matti Latvala y Petter Solberg. Los dos primeros compitieron el primer año logrando tres victorias, (Suecia, Australia y Gran Bretaña) dieciséis podios y el segundo puesto en el mundial de constructores. El segundo año compitieron Latvala y Solberg logrando dos victorias más, (Suecia y Gran Bretaña) doce podios y de nuevo el subcampeonato de marcas. En total Ford, compitió con el Fiesta en veintiséis pruebas sumando seis victorias y veintiocho podios. En 2012 el noruego Mads Ostberg venció en el Rally de Portugal con un Fiesta privado por lo que el Fiesta suma, teniendo en cuenta los resultados de pilotos oficiales y privados: seis victorias, cuarenta y seis podios y un total de 39 carreras disputadas. 
Además del equipo Ford, el Fiesta RS WRC es muy utilizado por equipos privados en el campeonato del mundo. En 2011 hasta cuatro equipos participaron con él, destacando el M-Sport Stobard World Rally Team, que compitió con siete pilotos diferentes a lo largo del año, destacando Henning Solberg, Matthew Wilson y Mads Østberg. Los tres sumaron puntos en la mayoría de las pruebas y lograron tres podios: uno en Suecia y dos en Gran Bretaña. Otros pilotos que lograron terminar entre los diez primeros fueron el argentino Federico Villagra, el holandés Dennis Kuipers, el estadounidense Ken Block el catarí Khalid Al Qassimi y el ruso Evgeny Novikov. En 2012 de nuevo M-Sport fue el equipo privado que más pilotos participaron con un Fiesta. Ott Tanak y Novikov completaron todo el calendario logrando entre los dos tres podios: uno en Portugal y dos en Cerdeña. Con el equipo también hicieron participaciones sueltas el francés François Delecour, sexto en Montecarlo y Dennis Kuipers, sexto en Portugal. El mejor piloto privado ese año fue el noruego Østberg que consiguió la victoria en Portugal y dos podios más, en Suecia y Argentina, además de sumar puntos en todas las carreras en las que participó.
Existe una variante del Ford Fiesta RS WRC llamada Ford Fiesta RRC construido por M-Sport para adaptarse a las normativas de los campeonatos regionales y que permite a través de kit adaptarlo rápidamente a las especificaciones World Rally Car.

## Antecedentes

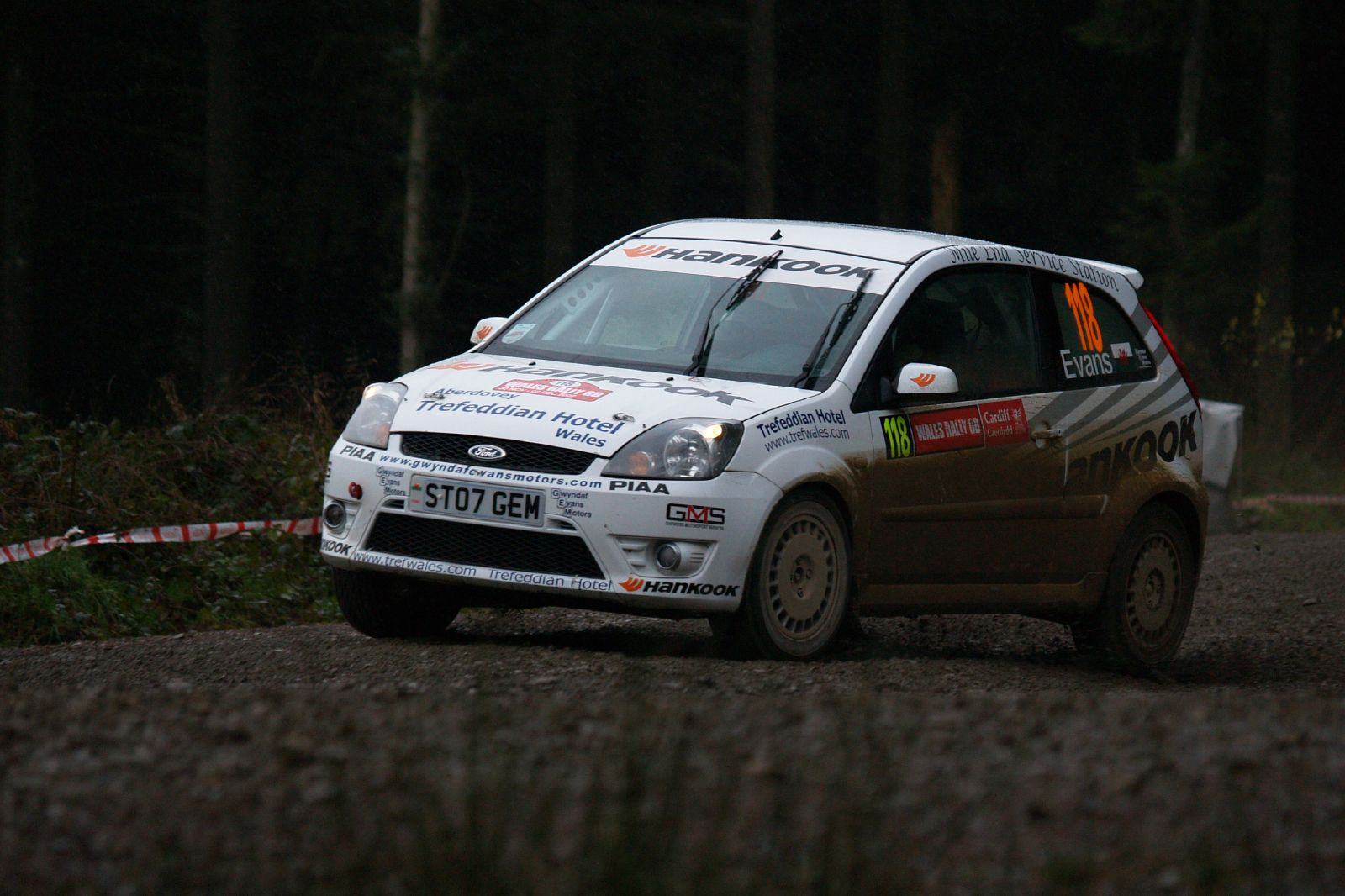
El piloto británico Elfyn Evans en el Rally de Gran Bretaña de 2007 con un Ford Fiesta ST donde finalizó en la posición 42º.

El Ford Fiesta es un modelo que Ford empezó a comercializar en 1976 concebido como un coche pequeño de bajo consumo e ideado a raíz de la crisis del petróleo de 1973. Su primeras apariciones en rally fueron en esa primera versión. Debutó en competición bajo el nombre de Ford Fiesta 1600 en el Rally de Montecarlo de 1979 homologado como grupo 2 y conducido por Ari Vatanen y Roger Clark. Mientras que el británico abandonó Vatanen logró terminar en la décima posición y segundo de su clase. El Fiesta era un modelo de tracción delantera, con una potencia de 150 cv y de solo 773 kg por lo que era uno de los más ligeros y más competitivos sobre nieve y tierra. Al año siguiente el español Salvador Serviá logró la novena posición en Montecarlo y tercero de grupo 2, sin embargo a pesar de sus posibilidades Ford lo aparcó para desarrollar el Ford Escort 1700 Turbo. El Fiesta quedó relegado a competiciones regionales, principalmente en España donde siguió compitiendo en el equipo oficial logrando diversos podios.
Ya en los años 2000 aparecieron las versiones Ford Fiesta ST, desarrollado en la quinta generación del modelo de serie, el Ford Fiesta R2 y la versión S2000 que compitieron en el campeonato del mundo antes de la aparición de su versión como World Rally Car.

## Desarrollo
Fue desarrollado por Ford Europa en conjunto con la empresa británica M-Sport. Los nuevos World Rally Car estaban basados en la reglamentación de los Super 2000 y la marca ya contaba con una versión del Fiesta en esta categoría: el Ford Fiesta S2000 que ya había logrado victorias como la conseguida en el Rally de Montecarlo de 2010, prueba puntuable ese año para el Intercontinental Rally Challenge, de la mano de Mikko Hirvonen, piloto que posteriormente también daría al Fiesta WRC su primera victoria. Al disponer del Fiesta S2000 la marca se encontró con un coche muy desarrollado por lo que solo tuvo que prestar atención a retoques a nivel estructural y a adaptar la mecánica a la normativa World Rally Car. En el desarrollo del motor participó el preparador francés Pipo Motuers con amplia experiencia en el automovilismo y en la gestión electrónica Cosworth, que también se encargó de diseñar el sistema de toma de datos que recoge información durante la competición. El turbo era de origen Garrett.

### Características técnicas

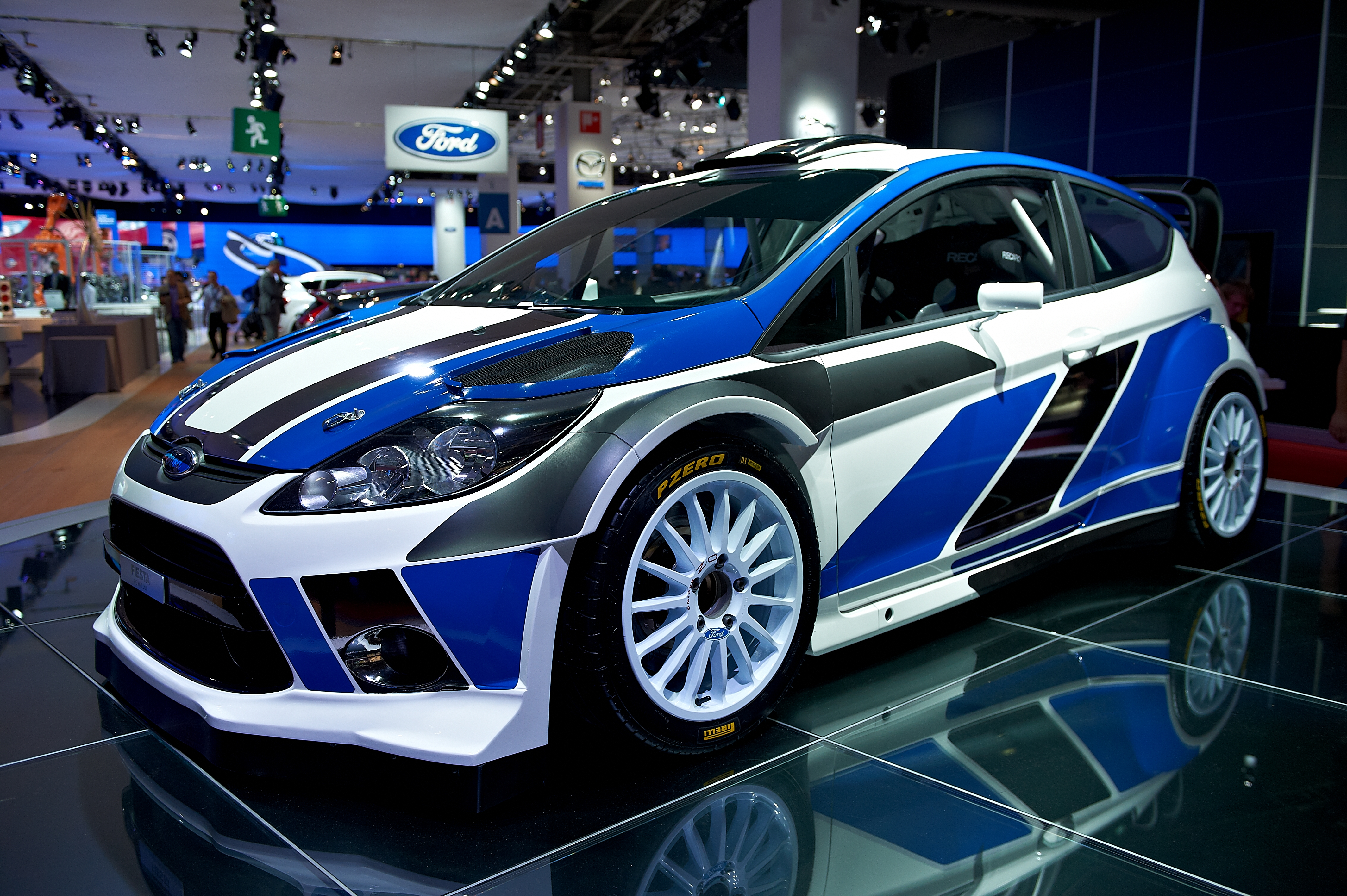
Primera versión del Ford Fiesta RS WRC durante su presentación en el Salón del Automóvil de París en 2010.

Construido sobre la base de la sexta generación del Ford Fiesta, este modelo lleva un motor tipo Ford Fiesta RS EcoBoost 1.6 de inyección directa, una cilindrada de 1600 cc, cuatro cilindros en línea que rinde los 300 cv a 6000 rpm y un par máximo de 450 Nm a 4000 rpm. Cuenta con tracción a las cuatro ruedas, una caja de cambios secuencial de seis marchas, accionada con palanca, puesto que las levas tras el volante fueron prohibidas en la nueva normativa WRC, diferencial delantero y trasero mecánico con autoblocante. No lleva diferencial central al estar prohibido en la nueva normativa. El embrague es de doble disco cerámico y los frenos son de 300 mm ventilados para los tramos de tierra y de 355 mm para asfalto, tanto delantero como trasero y con pinzas de la marca Brembo tipo monobloque de cuatro pistones. Cuenta con una suspensión tipo McPherson y amortiguadores Reiger. Las dimensiones del Fiesta son 3963 mm de longitud, 1820 mm de anchura una distancia entre ejes de 2480 mm y un peso de 1200 kg con una relación peso-potencia de 4 Kg/Cv. En cuanto a los neumáticos, para las pruebas sobre tierra o nieve, utiliza unos Michelin de 650 mm y llanta de aluminio de 7 x 15 pulgadas mientras que para asfalto de 8 x 18 pulgadas.

### Presentación y test
Fue presentado en el Salón del Automóvil de París en 2010 con una decoración inicial en azul y gris y su versión definitiva fue presentada en el salón Autosport International celebrada en Birmingham con la presencia del director deportivo de la marca, Gerard Quinn y el piloto Mikko Hirvonen.
Posteriormente los pilotos Hirvonen y Latvala que corrían con la marca desde 2008, hicieron las primeras tomas de contacto con el coche. Los test se desarrollaron entre España, Francia y Gales, primeramente sobre una versión preparada para tramos de tierra y posteriormente para los tramos de asfalto recorriendo un total de 11000 km.

## Competición

### Temporada 2011

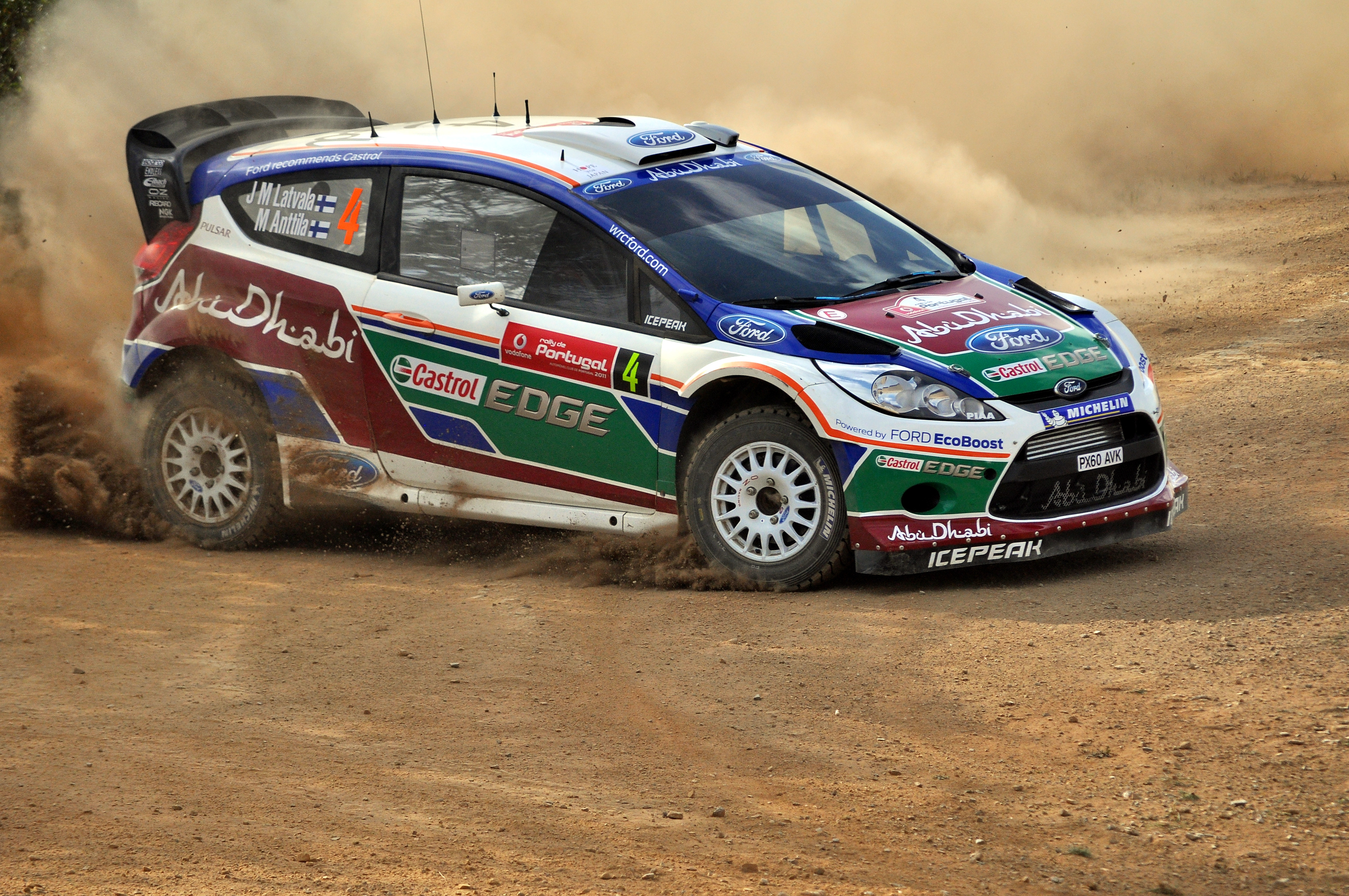
Ford Fiesta de Jari Matti-Latvala en el Rally de Portugal de 2011 donde fue tercero.

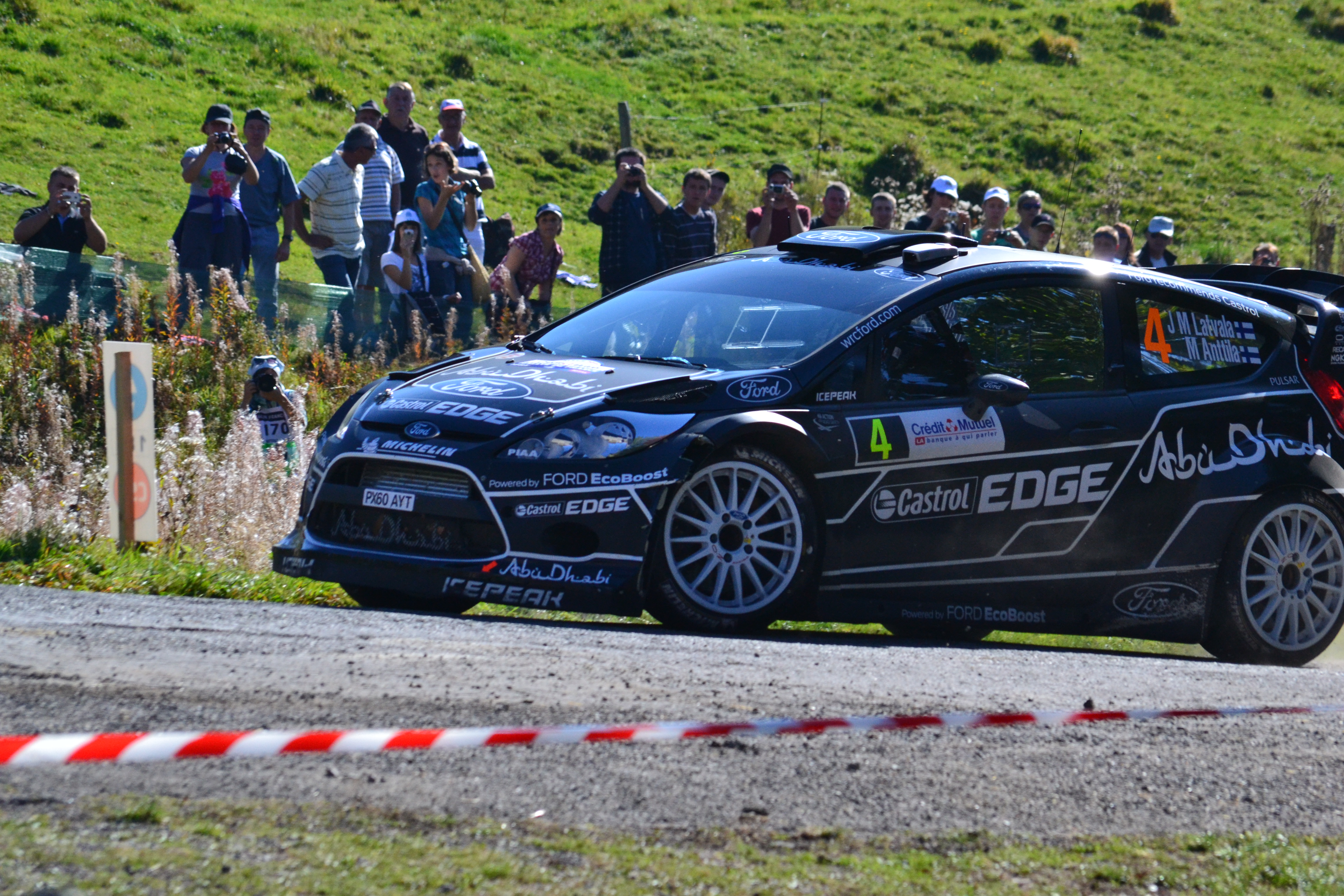
El equipo Ford presentó en Alsacia una decoración novedosa del Fiesta en blanco y negro.

En su primera temporada el Fiesta WRC fue usado por el equipo Ford y por varios equipos privados como el M-Sport Ford Rally Team, Munchi's Ford World Rally Team, Ferm Power Tools World Rally Team, Team Abu Dhabi y Monster World Rally Team. Los pilotos de Ford fueron Mikko Hirvonen y Jari-Matti Latvala que lograron las tres victorias y la mayoría de los podios que el coches lograría en su primer año. En su debut, en el Rally de Suecia de 2011, tres Ford Fiesta terminaron en las tres plazas del podio, siendo Hirvonen el primero Ostberg segundo y Latvala tercero. Tres pilotos más finalizaron en los puntos: Per-Gunnar Andersson fue séptimo, Matthew Wilson noveno y Khalid al-Qassimi décimo. En México, los dos pilotos de Ford repetirían podio y de nuevo otros tres pilotos terminaron en los puntos: Ostberg quinto, Henning Solberg sexto y Federico Villagra noveno. En Portugal Latvala repitió la tercera posición, con su compañero Hirvonen fuera del podio, siendo cuarto. Otros cuatro pilotos finalizaron entre los diez primeros. En Jordania Latvala fue el mejor de los Fiesta con la segunda posición, mientras que su compañero fue cuarto y al igual que en la prueba anterior de nuevo cuatro Fiesta privados terminaron en los puntos. En Cerdeña, Hirvonen fue segundo mientras que su compañero no pudo finalizar en los puntos, siendo superado por seis Fiesta privados, con Ostberg y Wilson los mejor situados. En Argentina con Hirvonen en la segunda posición, Latvala fue de nuevo superado por Osbertg, que fue quinto, por Villagra sexto, y muy seguido de Wilson que finalizó octavo por detrás del piloto de Ford. En el Acrópolis Hirvonen fue tercero, Latvala noveno, mientras que otros tres pilotos finalizaron en los puntos. En Finlandia el Ford Fiesta lograría cosechó una buena renta de puntos, con cinco pilotos en los diez primeros puestos destacando la segunda posición de Latvala. Sin embargo en la siguiente prueba, Alemania, la primera cita sobre asfalto del calendario, por primera vez ningún Fiesta terminó en el podio, y solo tres pilotos sumaron puntos: Hirvonen que fue cuarto, Solberg séptimo y Kuipers décimo. En Australia llegó la segunda victoria para el Fiesta, de nuevo Hirvonen como protagonista seguido de su compañero de equipo que fue segundo a solo catorce segundos, mientras que otros dos pilotos terminaron en buenas posiciones, Wilson cuarto y al-Qassimi quinto. En la siguiente cita sobre asfalto, Alsacia el Fiesta lograría uno de los mejores resultados del año, con siete pilotos en los puntos: Hirvonen tercero, Latvala cuarto, Kuipers quinto, Solberg sexto, Ostberg séptimo, Block octavo y Wilson décimo. En Cataluña, por cuarta vez en el año, los dos pilotos de Ford finalizaron en el podio mientras que Ostberg, Solberg y Kuipers terminaron en la zona de puntos. En la última cita del año, Hirvonen y el piloto de Citroën, Loeb se jugaron el título, aunque ninguno de los dos terminó la carrera dejando que Latvala lograra la única victoria del año y la tercera para el Fiesta en su temporada de debut. Otros siete pilotos terminaron entre los diez primeros hecho que supuso un récord para la marca Ford: al batir el récord que poseía conjuntamente con Lancia, al finalizar ocho vehículos de la misma marca entre los diez primeros.
| Equipo           | Pilotos              | SWE | MEX | POR | JOR | ITA | ARG | GRC | FIN | GER | AUS | FRA | ESP | GBR | Pos. | Puntos | Notas  |
| Ford             | Mikko Hirvonen       | 1   | 2   | 4   | 4   | 2   | 2   | 3   | 4   | 4   | 1   | 3   | 2   | Ret | 2.º  | 376    | [ 28 ] |
| Ford             | Jari-Matti Latvala   | 3   | 3   | 3   | 2   | 18  | 7   | 9   | 2   | 14  | 2   | 4   | 3   | 1   | 2.º  | 376    | [ 28 ] |
| M-Sport Stobard  | Henning Solberg      | Ret | 6   | 9   | 14  | Ret |     | 5   | 7   | 7   | 14  | 6   | 8   | 3   | 3.º  | 178    |        |
| M-Sport Stobard  | Matthew Wilson       | 9   | Ret | 5   | 5   | 9   | 8   | 6   | 8   | 11  | 4   | 10  | Ret | 5   | 3.º  | 178    |        |
| M-Sport Stobard  | Mads Østberg         | 2   | 5   | 31  | 13  | 5   | 5   | 12  | 6   | Ret |     | 7   | 6   | 2   | 3.º  | 178    |        |
| M-Sport Stobard  | Per-Gunnar Andersson | 7   |     |     |     | 15  |     |     |     |     |     |     |     |     | 3.º  | 178    |        |
| M-Sport Stobard  | Evgeny Novikov       |     | Ret |     |     | 14  |     | 20  | Ret |     | Ret | 24  |     |     | 3.º  | 178    |        |
| M-Sport Stobard  | Aaron Burkart        |     |     |     |     |     |     |     |     | 23  |     |     |     |     | 3.º  | 178    |        |
| M-Sport Stobard  | Ott Tänak            |     |     |     |     |     |     |     |     |     |     |     |     | 6   | 3.º  | 178    |        |
| Munchi's WRT     | Federico Villagra    |     | 9   | 8   | 7   | 14  | 6   | Ret |     |     |     |     | 16  |     | 7.º  | 38     |        |
| FERM Power Tools | Dennis Kuipers       | 13  | Ret | 10  | 9   | Ret |     | 10  | 11  | 10  |     | 5   | 9   | 8   | 5.º  | 54     |        |
| Monster WRT      | Ken Block            | 14  | 12  |     |     |     | 18  |     |     | 17  | 19  | 8   | Ret | 9   | 8.º  | 27     |        |
| Team Abu Dhabi   | Khalid Al Qassimi    | 10  |     | 14  | 8   | 13  |     |     | 14  |     | 5   | 12  | 12  |     | 6.º  | 54     |        |
| Team Abu Dhabi   | Evgeny Novikov       |     |     |     |     |     |     |     |     |     |     |     |     | 7   | 6.º  | 54     |        |

### Temporada 2012

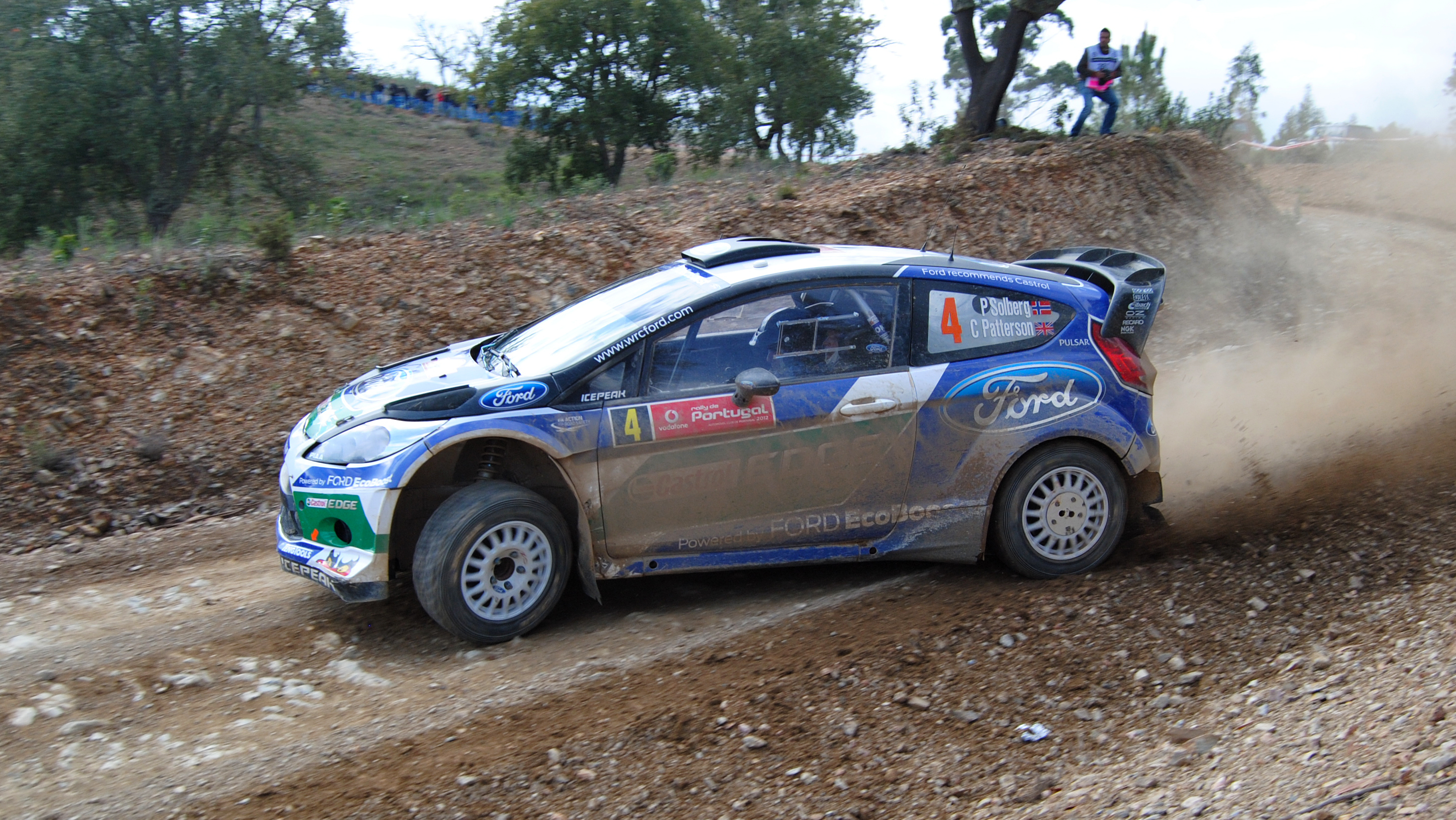
Petter Solberg en el Rally de Portugal 2012

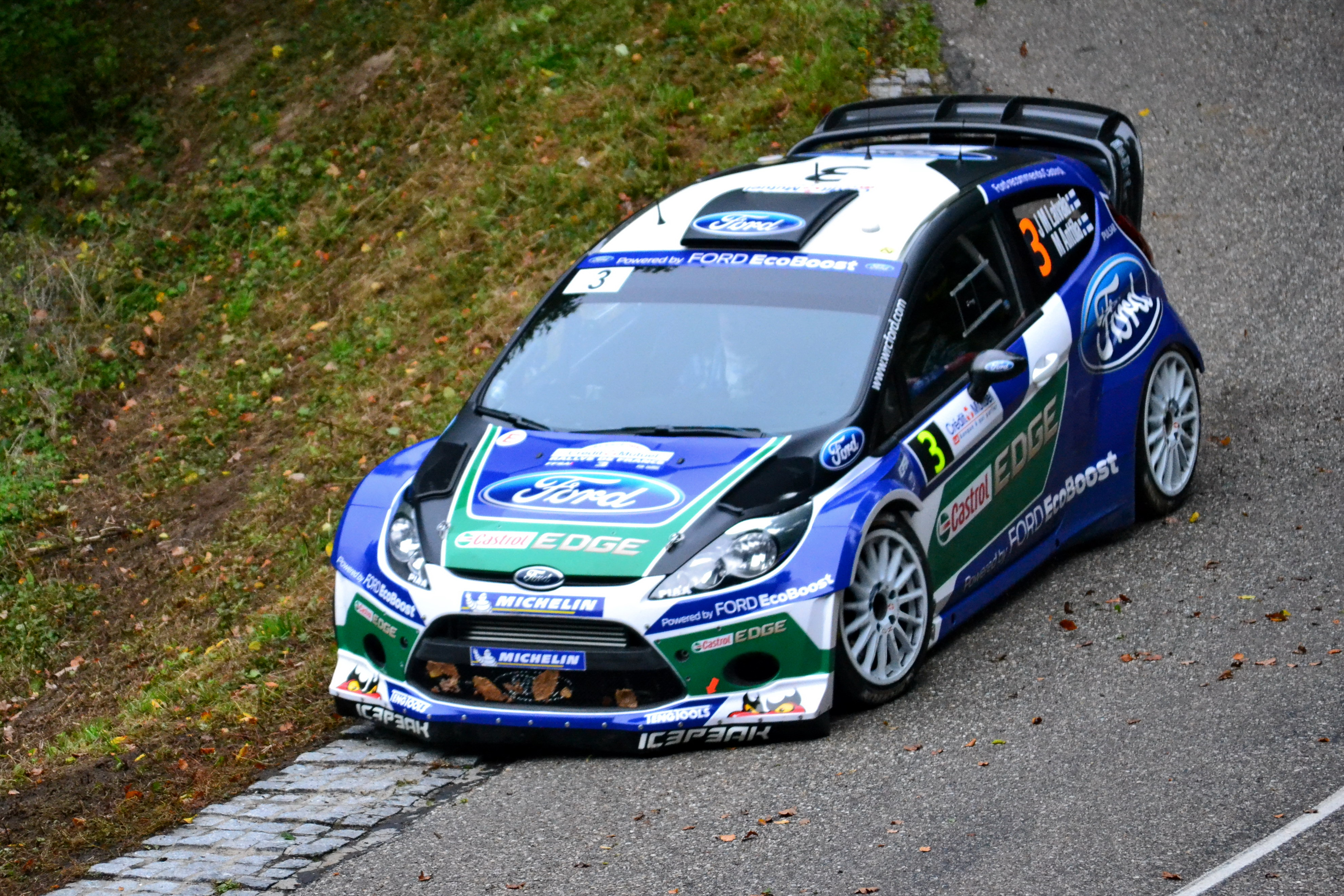
Ford Fiesta WRC de Jari Matti-Latvala en el Rally de Alsacia de 2012 donde fue segundo.

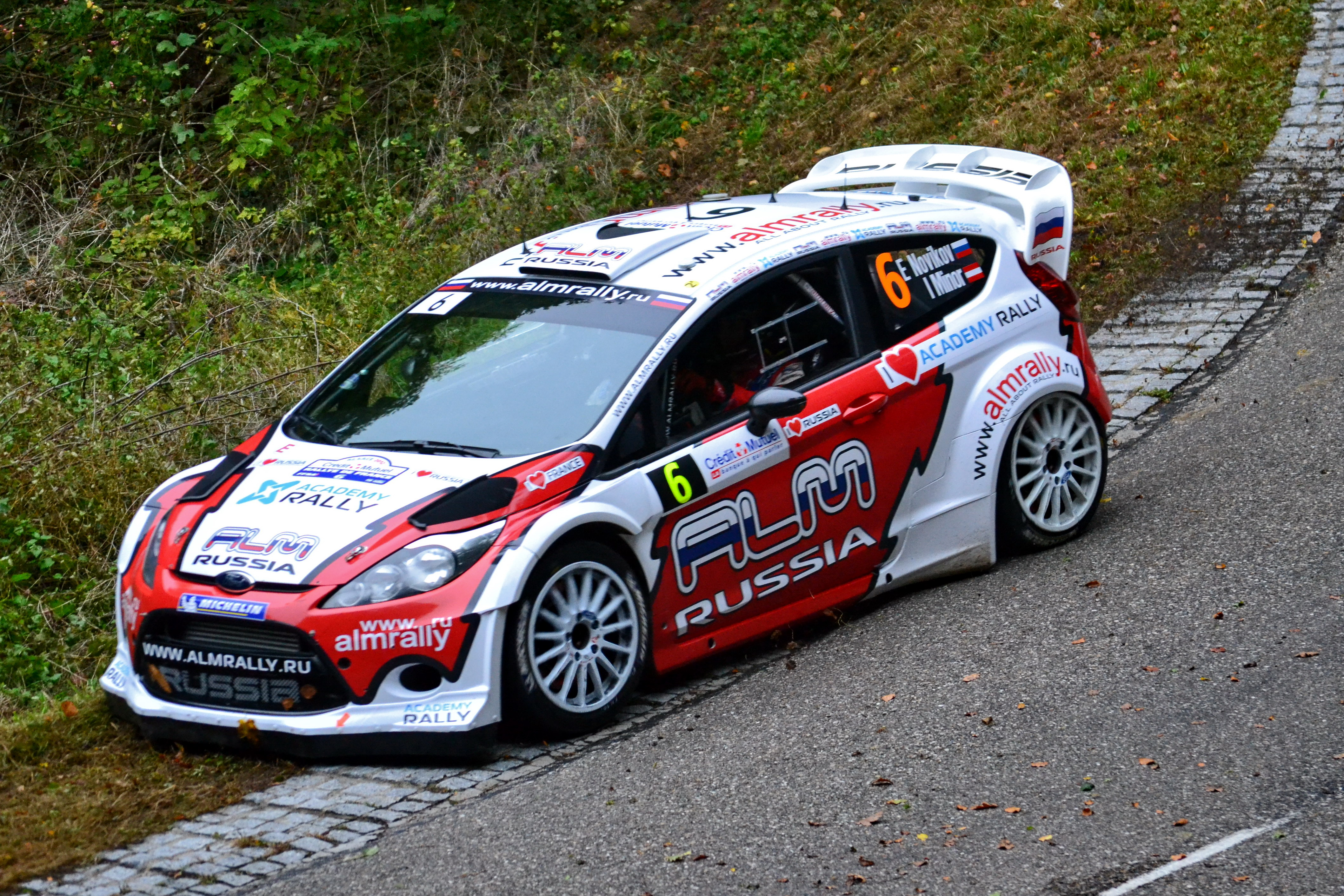
Ford Fiesta WRC de Novikov en Alsacia. El ruso logró dos segundos puestos con el Fiesta durante 2012.

En la temporada 2012 el Ford Fiesta WRC fue utilizado por el equipo Ford, en esa ocasión con Latvala y Petter Solberg como pilotos oficiales. Al igual que el año anterior también fue utilizado por varios equipos privados como M-Sport Ford World Rally Team, Brazil World Rally Team y Adapta World Rally Team. Ese año la calendario se abría con el Rally de Montecarlo, donde Solberg logró un tercer puesto, mientras que su compañero Latvala no terminaba por abandono. Sin embargo cuatro pilotos privados terminaron en los puntos: Evgeny Novikov fue quinto, François Delecour sexto, Ott Tanak octavo y Martin Prokop noveno. La siguiente cita fue Suecia, donde el Fiesta volvió a ganar en esta ocasión con Latvala como protagonista y significó la primera de las tres victorias que el coche lograría ese año. Además de la vicotoria otros seis pilotos finalizaron entre los diez primeros incluida la tercera plaza de Ostberg y el cuarto puesto de Solberg. En México cinco pilotos finalizaron en los puntos, siendo Solberg el mejor situado, con un tercer puesto. Su compañero Latvala no finalizaba por avería mecánica. En la siguiente cita, Portugal, el Fiesta volvió a lograr un gran resultado con tres pilotos en las primeras plazas y tres más en la zona de puntos. El ganador fue Mads Ostberg que logró la primera victoria de su carrera y significó además la primera para un piloto privado a bordo de un Ford Fiesta RS WRC. En Argentina Ostberg de nuevo terminó por delante de los dos pilotos de Ford que en esta ocasión fueron Solberg y el español Dani Sordo que participó en sustitución de Latvala, ausente debido a una lesión. El piloto noruego fue sexto mientras que Sordo no terminó por avería mecánica. Además de Ostberg otros tres pilotos privados lograron acabar entre los diez primeros. En Grecia Latvala volvió a subirse al podio tras tres pruebas sin puntuar, mientras su compañero Solberg no finalizaba por avería. En la siguiente cita, Nueva Zelanda, fue Solberg quien ocupó la tercera plaza mientras que Latvala fue séptimo y otros tres pilotos privados sumaron puntos. En Finlandia e igual que el año anterior el equipo Ford estrenó una decoración nueva para el Fiesta, con motivos en blanco y negro. Los resultados fueron los mejores del año, siete Ford Fiesta ocuparon desde la tercera a la noveno plaza de la clasificación, con Latvala como mejor situado. En Alemania a pesar del segundo puesto de Latvala, solo otro Fiesta terminó en los puntos, el de Mads Ostberg que terminó en la cuarta plaza. En Gran Bretaña, por primera y única vez los dos Ford se subieron al podio con victoria para Latvala repitiendo la hazaña del año anterior. Otros cuatro pilotos privados terminaron en la zona de puntos con Mads Ostberg de nuevo como mejor situado, cuarto por detrás de Solberg. En Alsacia, Latvala volvió a subirse al podio, finalizando segundo a solo quince segundos del ganador, Loeb. Su compañero Solberg finalizaba muy atrás debido a una salida de pista y otros cuatro pilotos terminaron entre los diez primeros. En Cerdeña, los Ford Fiesta privados lograron mejores resultados que los oficiales. Novikov terminó segundo, repitiendo el podio logrado en Portugal, Tanak tercero y Mads Ostberg cuarto. Por su parte Martin Prokop fue octavo por delante de Solberg mientras que su compañero Latvala, terminó en la duodécima posición. En la última prueba del año, Cataluña, Latvala logró su séptimo podio de la temporada, fue segundo a solo siete segundos del gaandor: Loeb. Los demás Ford Fiesta, fueron más discretos: Ostberg sumó otro cuarto puesto, completando una temporada en la que sumó puntos en todas las pruebas en las que participó, Novikov fue décimo y Solberg undécimo, fuera de los puntos.
Ese año dos pilotos disputaron varias pruebas del campeonato con el Ford Fiesta RRC. Fueron el saudí Yazeed Al-Rajhi y el italiano Edoardo Bresolin. Ambos competían en el certamen SWRC y mientras que el primero corrió nueve pruebas el segundo tan solo participó en dos.
| Equipo           | Pilotos            | MON | SWE | MEX | POR | ARG | GRE | NZL | FIN | GER | GBR | FRA | ITA | ESP | Pos. | Puntos | Notas  |
| Ford             | Jari-Matti Latvala | Ret | 1   | Ret | 13  |     | 3   | 7   | 3   | 2   | 1   | 2   | 12  | 2   | 2.º  | 309    | [ 45 ] |
| Ford             | Petter Solberg     | 3   | 4   | 3   | 3   | 6   | Ret | 3   | 4   | 12  | 3   | 26  | 9   | 11  | 2.º  | 309    | [ 45 ] |
| Ford             | Dani Sordo         |     |     |     |     | Ret |     |     |     |     |     |     |     |     | 2.º  | 309    | [ 45 ] |
| M-Sport Ford WRT | Ott Tänak          | 8   | Ret | 5   | 14  | 10  | 9   | Ret | 6   | Ret | Ret | 6   | 3   | Ret | 3.º  | 170    |        |
| M-Sport Ford WRT | Evgeny Novikov     | 5   | 5   | Ret | 2   | 8   | Ret | 4   | 36  | Ret | 6   | 7   | 2   | 10  | 3.º  | 170    |        |
| M-Sport Ford WRT | François Delecour  | 6   |     |     |     |     |     |     |     |     |     |     |     |     | 3.º  | 170    |        |
| M-Sport Ford WRT | Matthew Wilson     | 11  | DNS |     |     |     |     |     |     |     | 8   |     |     |     | 3.º  | 170    |        |
| M-Sport Ford WRT | Michal Solowow     |     | 20  |     |     |     |     |     |     |     |     |     |     |     | 3.º  | 170    |        |
| M-Sport Ford WRT | Dennis Kuipers     |     |     |     | 6   |     |     |     |     |     |     |     |     |     | 3.º  | 170    |        |
| M-Sport Ford WRT | Jannie Habig       |     |     |     |     |     |     |     |     |     | 28  |     |     |     | 3.º  | 170    |        |
| Adapta WRT       | Mads Østberg       |     | 3   | 4   | 1   | 3   | 4   |     | 5   | 4   | 4   | 5   | 4   | 4   | 4.º  | 149    |        |
| Adapta WRT       | Eyvind Brynildsen  |     | 10  |     |     |     |     |     |     |     |     |     |     |     | 4.º  | 149    |        |
| Brazil WRT       | Daniel Oliveira    |     |     |     | 12  | Ret | Ret |     |     | 24  |     | Ret |     | 16  | 8.º  | 20     |        |
| Brazil WRT       | Manfred Stohl      |     |     |     |     |     |     | 10  |     |     |     |     |     |     | 8.º  | 20     |        |

### Temporada 2013

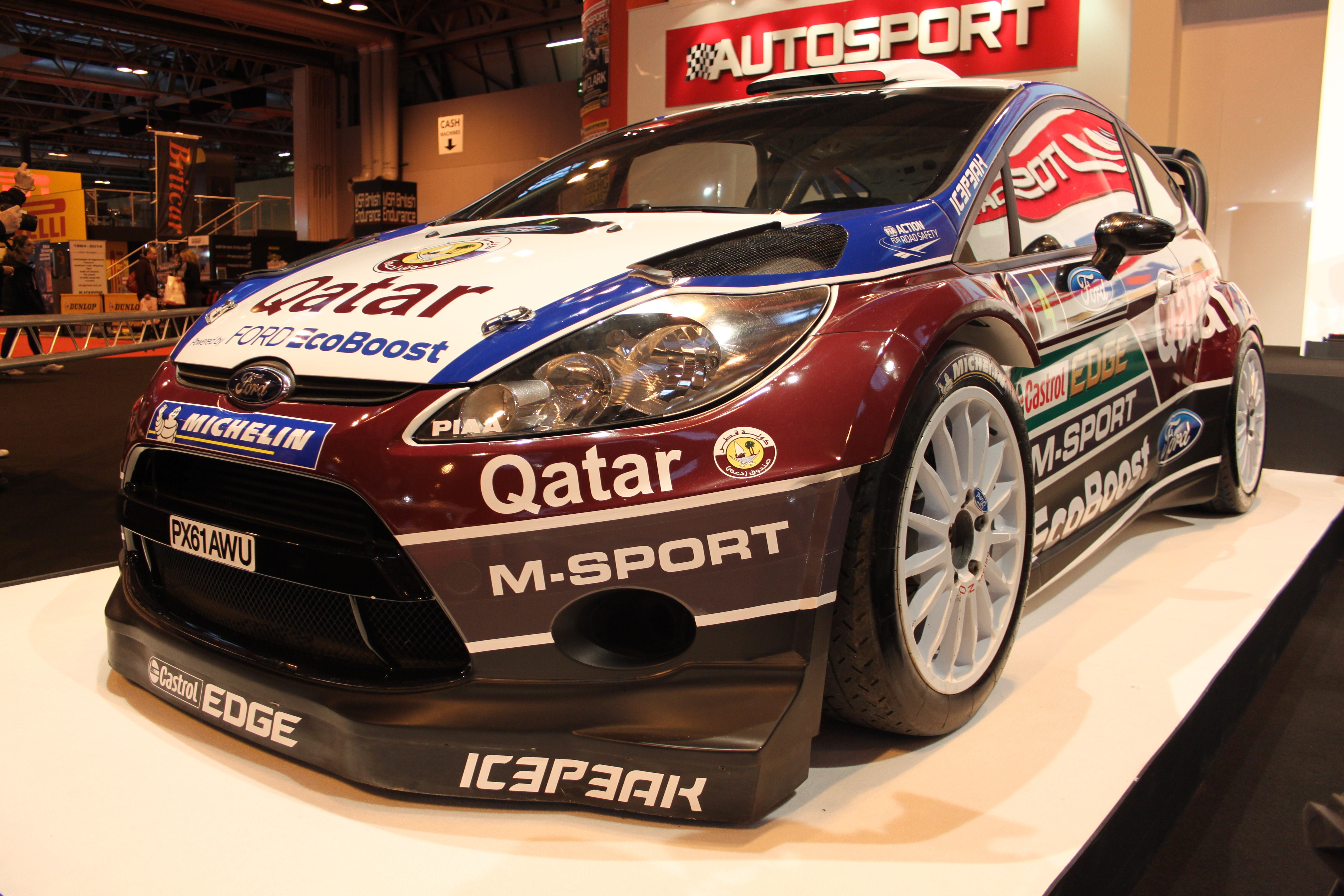
Ford Fiesta RS WRC con la decoración de la temporada 2013.

A finales de la temporada 2012, Ford comunicó que no iba a seguir compitiendo como equipo oficial para 2013. Ante esta situación la empresa británica M-Sport que había colaborado con la marca desde 1996, anunció su intención de seguir compitiendo y desarrollando el Ford Fiesta WRC. Los equipos que en 2013 participaron con el Ford Fiesta RS WRC eran privados, destacando: Qatar M-Sport World Rally Team con Mads Ostberg y Evgeny Novikov a los que se sumaron hasta cuatro piloto más en pruebas eventuales; Qatar World Rally Team con Juho Hänninen, Thierry Neuville, Nasser Al-Attiyah y Matthew Wilson y Jipocar Czech National Team de Martin Prokop, que fueron los tres únicos que disputaron la temporada completa. Otro equipo destacado fue el Lotos Team WRC con Michal Kościuszko (que sustituyó el Mini WRC por el Fiesta a partir del Rally de Cerdeña) que fue el cuarto equipo participó en el campeonato de constructores con el Fiesta. M-Sport fue el equipo mejor clasificado, fue tercero con 190 puntos, mientras que el Qatar WRT fue cuarto con 184. A pesar de ello el mejor piloto fue Thierry Neuville, del equipo Qatar, que terminó en la segunda posición del campeonato de pilotos y sumó siete podios, cuatro de ellos segundos puestos (Cerdeña, Finlandia, Alemania y Australia). El noruego Mads Østberg fue el único piloto, junto con Neuville, que consiguió subirse al podio con el Fiesta. Fue tercero en Suecia y Finlandia.

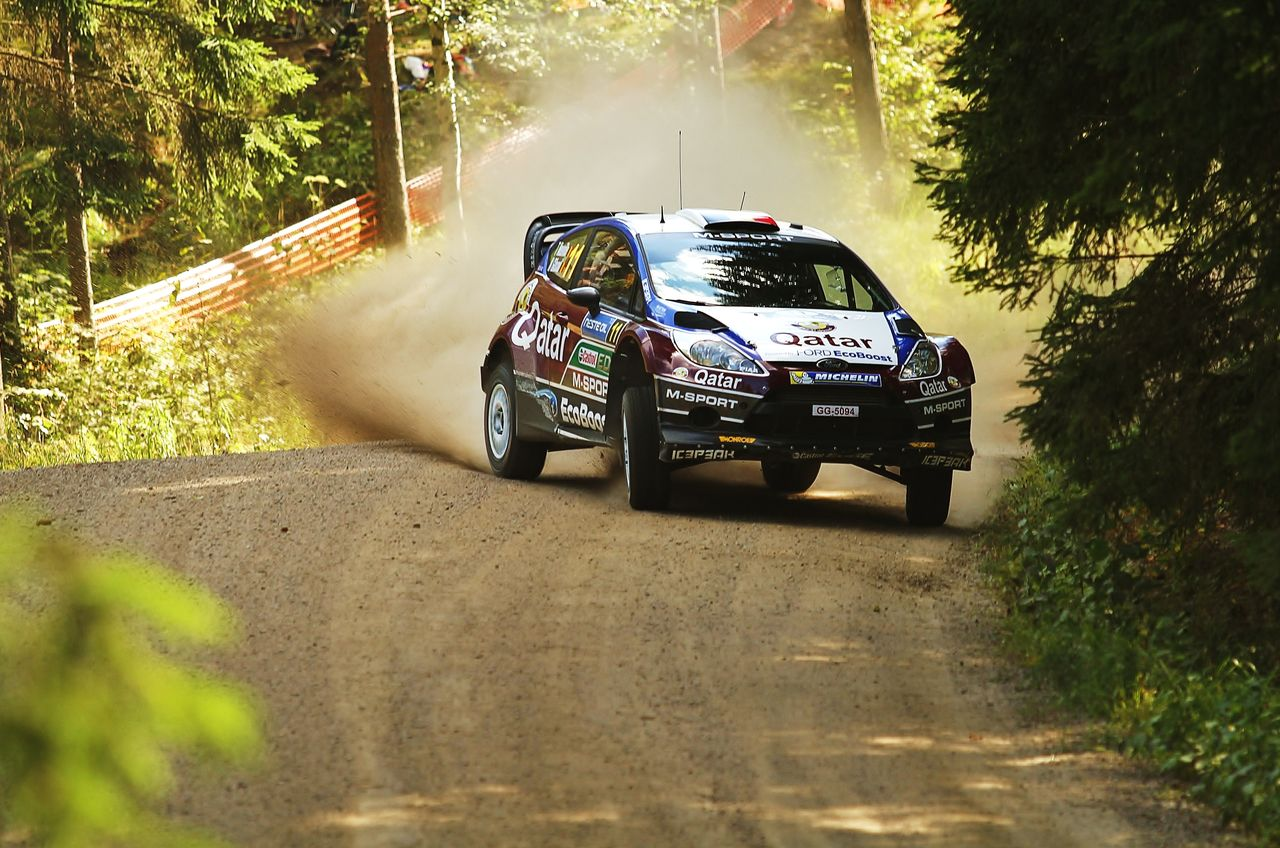
En Finlandia, el Fiesta consiguió el mejor resultado del año: un segundo y un tercer puesto con Thierry Neuville y Mads Østberg.

Además de los mencionados equipos, hasta trece pilotos diferentes participaron ocasionalmente con el Fiesta WRC durante la temporada 2013. En el Rally de Suecia, la prueba donde a posteriori participaron más Ford Fiesta RS WRC, un total de diez, —aunque había once inscritos— pilotos participaron en la misma, de los cuales, seis terminaron entre los diez primeros clasificados. A los habituales Østberg, Novikov, Neuville, Hänninen y Prokop se sumaron Matthew Wilson, Oleksiy Tamrazov, Henning Solberg, Pontus Tidemand, Hasse Gustafsson y Jari Ketomaa, este último inscrito pero que no tomó la salida. El estadounidense Ken Block participó en México donde logró la séptima plaza; en Portugal lo hizo Dennis Kuipers con abandono; en Argentina Daniel Oliveira logrando la duodécima plaza y el sueco Per-Gunnar Andersson participó en tres rallies: Cerdeña, Finlandia —donde logró su mejor resultado, un octavo puesto— y Alemania. En Francia participaron dos pilotos franceses, Romains Dumas, décimo, y Lionel Baud, duodécimo y en España lo hizo el catarí Abdulaziz Al-Kuwari, que terminó en la décima posición. 
En 2013, el Ford Fiesta WRC fue el World rally Car con más participaciones: veinticinco pilotos distintos compitieron en alguna prueba. Aumento considerable teniendo en cuenta las catorce de 2011 y 2012. En total el coche sumó nueve podios y un subcampeonato de pilotos logrado por el belga Thierry Neuville.
Además de la versión WRC, diez pilotos distintos participaron un Ford Fiesta RRC durante 2013. El saudí Yazeed Al-Rajhi disputó cinco pruebas, logrando un décimo puesto en Suecia como mejor resultado, Al-Kuwari corrió en seis logrando en Australia un décimo puesto; el italiano Edoardo Bresolin disputó tres, Armin Kremer participó en Alemania con resultado de abandono; Lorenzo Bertelli disputó tres, de las que solo terminó una; Yuriy Protasov también tres, con un décimo segundo puesto en el Acrópolis  y Ala'a Rasheed también tres con discretos resultados. Con dos participaciones el indonesio Subhan Aksa  y con solo una, Elfyn Evans que corrió en Portugal, y Eyvind Brynildsen en Suecia. Las pruebas que contaron con más participaciones del Ford Fiesta RRC fueron Portugal y Acrópolis con seis pilotos inscritos.
| Equipo                      | Pilotos           | MON | SWE | MEX | POR | ARG | GRE | ITA | FIN | GER | AUS | FRA | ESP | GBR | Pos. | Puntos | Notas  |
| Qatar M-Sport WRT           | Mads Østberg      | 6   | 3   | 11  | 8   | 7   | 6   | 8   | 3   | 9   | 5   | 8   | 6   | 4   | 3.º  | 190    | [ 55 ] |
| Qatar M-Sport WRT           | Evgeny Novikov    | Ret | 9   | 10  | 4   | 4   | 9   | Ret | 6   | 10  | 7   | 5   | 5   | 19  | 3.º  | 190    | [ 55 ] |
| Qatar M-Sport WRT           | Gabriel Pozzo     |     |     |     |     | 11  |     |     |     |     |     |     |     |     | 3.º  | 190    | [ 55 ] |
| Qatar M-Sport WRT           | Elfyn Evans       |     |     |     |     |     |     | 6   |     |     |     |     |     |     | 3.º  | 190    | [ 55 ] |
| Qatar M-Sport WRT           | Hayden Paddon     |     |     |     |     |     |     |     |     |     |     |     | 8   |     | 3.º  | 190    | [ 55 ] |
| Qatar M-Sport WRT           | Michal Solowow    |     |     |     |     |     |     |     |     |     |     |     |     | 14  | 3.º  | 190    | [ 55 ] |
| Qatar WRT                   | Juho Hänninen     | Ret | 6   |     |     |     |     |     | 32  |     |     |     |     |     | 4.º  | 184    |        |
| Qatar WRT                   | Thierry Neuville  | Ret | 5   | 3   | 18  | 5   | 3   | 2   | 2   | 2   | 2   | 4   | 4   | 3   | 4.º  | 184    |        |
| Qatar WRT                   | Nasser Al-Attiyah |     |     | 5   | 5   |     | 5   |     |     | 13  |     |     | Ret |     | 4.º  | 184    |        |
| Qatar WRT                   | Matthew Wilson    |     | 27  |     |     |     |     |     |     |     |     |     |     |     | 4.º  | 184    |        |
| Lotos Team WRC              | Michał Kościuszko |     |     |     |     |     |     | 7   |     | Ret |     |     |     |     | 8.º  | 20     | [ 56 ] |
| Jipocar Czech National Team | Martin Prokop     | 7   | 6   | 9   | 6   | 10  | 7   | 6   | Ret | 4   |     | Ret | 7   | 6   | 5.º  | 65     | [ 57 ] |

| Ver resultados de pilotos no inscritos en el campeonato de marcas. | Ver resultados de pilotos no inscritos en el campeonato de marcas. | Ver resultados de pilotos no inscritos en el campeonato de marcas. | Ver resultados de pilotos no inscritos en el campeonato de marcas. | Ver resultados de pilotos no inscritos en el campeonato de marcas. | Ver resultados de pilotos no inscritos en el campeonato de marcas. | Ver resultados de pilotos no inscritos en el campeonato de marcas. | Ver resultados de pilotos no inscritos en el campeonato de marcas. | Ver resultados de pilotos no inscritos en el campeonato de marcas. | Ver resultados de pilotos no inscritos en el campeonato de marcas. | Ver resultados de pilotos no inscritos en el campeonato de marcas. | Ver resultados de pilotos no inscritos en el campeonato de marcas. | Ver resultados de pilotos no inscritos en el campeonato de marcas. | Ver resultados de pilotos no inscritos en el campeonato de marcas. | Ver resultados de pilotos no inscritos en el campeonato de marcas. | Ver resultados de pilotos no inscritos en el campeonato de marcas. | Ver resultados de pilotos no inscritos en el campeonato de marcas. | Ver resultados de pilotos no inscritos en el campeonato de marcas. |
| ------------------------------------------------------------------ | ------------------------------------------------------------------ | ------------------------------------------------------------------ | ------------------------------------------------------------------ | ------------------------------------------------------------------ | ------------------------------------------------------------------ | ------------------------------------------------------------------ | ------------------------------------------------------------------ | ------------------------------------------------------------------ | ------------------------------------------------------------------ | ------------------------------------------------------------------ | ------------------------------------------------------------------ | ------------------------------------------------------------------ | ------------------------------------------------------------------ | ------------------------------------------------------------------ | ------------------------------------------------------------------ | ------------------------------------------------------------------ | ------------------------------------------------------------------ |
| Equipo                                                             | Pilotos                                                            | MON                                                                | SWE                                                                | MEX                                                                | POR                                                                | ARG                                                                | GRE                                                                | ITA                                                                | FIN                                                                | GER                                                                | AUS                                                                | FRA                                                                | ESP                                                                | GBR                                                                | Pos.                                                               | Puntos                                                             | Notas                                                              |
| Julien Maurin                                                      | Julien Maurin                                                      | Ret                                                                |                                                                    |                                                                    |                                                                    |                                                                    |                                                                    |                                                                    |                                                                    |                                                                    |                                                                    |                                                                    |                                                                    |                                                                    | [ N 2 ]                                                            | [ N 2 ]                                                            | [ 58 ]                                                             |
| Oleksiy Tamrazov                                                   | Oleksiy Tamrazov                                                   |                                                                    | 32                                                                 |                                                                    |                                                                    |                                                                    |                                                                    |                                                                    |                                                                    |                                                                    |                                                                    |                                                                    |                                                                    |                                                                    | [ N 2 ]                                                            | [ N 2 ]                                                            | [ 59 ]                                                             |
| Henning Solberg                                                    | Henning Solberg                                                    |                                                                    | 8                                                                  |                                                                    |                                                                    |                                                                    |                                                                    |                                                                    |                                                                    |                                                                    |                                                                    |                                                                    |                                                                    |                                                                    | [ N 2 ]                                                            | [ N 2 ]                                                            | [ 60 ]                                                             |
| Pontus Tidemand                                                    | Pontus Tidemand                                                    |                                                                    | Ret                                                                |                                                                    |                                                                    |                                                                    |                                                                    |                                                                    |                                                                    |                                                                    |                                                                    |                                                                    |                                                                    |                                                                    | [ N 2 ]                                                            | [ N 2 ]                                                            | [ 61 ]                                                             |
| Jari Ketomaa                                                       | Jari Ketomaa                                                       |                                                                    | DNS                                                                |                                                                    |                                                                    |                                                                    |                                                                    |                                                                    |                                                                    |                                                                    |                                                                    |                                                                    |                                                                    |                                                                    | [ N 2 ]                                                            | [ N 2 ]                                                            | [ 62 ]                                                             |
| Hasse Gustafsson                                                   | Hasse Gustafsson                                                   |                                                                    | 22                                                                 |                                                                    |                                                                    |                                                                    |                                                                    |                                                                    |                                                                    |                                                                    |                                                                    |                                                                    |                                                                    |                                                                    | [ N 2 ]                                                            | [ N 2 ]                                                            | [ 63 ]                                                             |
| Hoonigan Racing Division                                           | Ken Block                                                          |                                                                    |                                                                    | 7                                                                  |                                                                    |                                                                    |                                                                    |                                                                    |                                                                    |                                                                    |                                                                    |                                                                    |                                                                    |                                                                    | [ N 2 ]                                                            | [ N 2 ]                                                            | [ 64 ]                                                             |
| AT-Rally                                                           | Per-Gunnar Andersson                                               |                                                                    |                                                                    |                                                                    |                                                                    |                                                                    |                                                                    | 13                                                                 | 8                                                                  | Ret                                                                |                                                                    |                                                                    |                                                                    |                                                                    | [ N 2 ]                                                            | [ N 2 ]                                                            | [ 65 ]                                                             |
| Dennis Kuipers                                                     | Dennis Kuipers                                                     |                                                                    |                                                                    |                                                                    | Ret                                                                |                                                                    |                                                                    |                                                                    |                                                                    |                                                                    |                                                                    |                                                                    |                                                                    |                                                                    | [ N 2 ]                                                            | [ N 2 ]                                                            | [ 66 ]                                                             |
| Stohl Racing                                                       | Daniel Oliveira                                                    |                                                                    |                                                                    |                                                                    |                                                                    | 12                                                                 |                                                                    |                                                                    |                                                                    |                                                                    |                                                                    |                                                                    |                                                                    |                                                                    | [ N 2 ]                                                            | [ N 2 ]                                                            | [ 67 ]                                                             |
| Romain Dumas                                                       | Romain Dumas                                                       |                                                                    |                                                                    |                                                                    |                                                                    |                                                                    |                                                                    |                                                                    |                                                                    |                                                                    |                                                                    | 10                                                                 |                                                                    |                                                                    | [ N 2 ]                                                            | [ N 2 ]                                                            | [ 68 ]                                                             |
| Lionel Baud                                                        | Lionel Baud                                                        |                                                                    |                                                                    |                                                                    |                                                                    |                                                                    |                                                                    |                                                                    |                                                                    |                                                                    |                                                                    | 12                                                                 |                                                                    |                                                                    | [ N 2 ]                                                            | [ N 2 ]                                                            | [ 69 ]                                                             |
| Seashore Qatar Rally Team                                          | Abdulaziz Al-Kuwari                                                |                                                                    |                                                                    |                                                                    |                                                                    |                                                                    |                                                                    |                                                                    |                                                                    |                                                                    |                                                                    |                                                                    | 10                                                                 |                                                                    | [ N 2 ]                                                            | [ N 2 ]                                                            | [ 49 ]                                                             |

### Temporada 2014

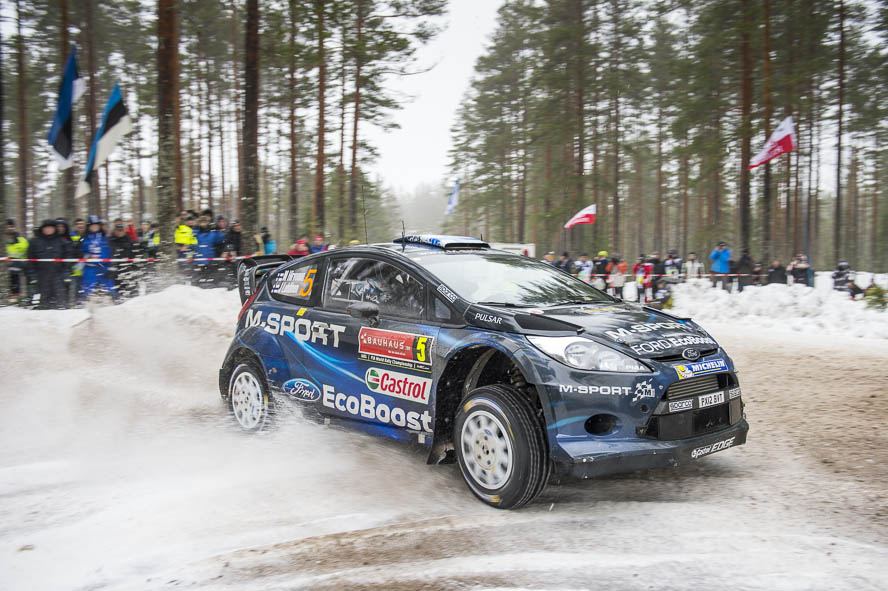
Ford Fiesta RS WRC durante el Rally de Suecia con la decoración de la temporada 2014.

Para la temporada 2014 M-Sport pretendía estrenar una nueva evolución del Fiesta con un restyling como principal novedad, pero varios retrasos no permitieron el debut de esta versión hasta el mes de marzo en el Rally de México. En cuanto a los equipos M-Sport WRT fichó a Mikko Hirvonen —que regresó a la competición con la marca Ford— y al británico Elfyn Evans, además de contar con varios pilotos de manera ocasional (Ott Tänak, Michal Solowow), el Jipocar Czech National Team de Martin Prokop y otros pilotos como el polaco Robert Kubica, ganador del WRC 2 en 2013, el francés Bryan Bouffier, Henning Solberg, Pontus Tidemand y Craig Breen. En la primera prueba del año, Montecarlo, ocho pilotos participaron destacando Bouffier, que con un Fiesta privado, terminó en la segunda posición. Por su parte Evans fue sexto y Jaroslav Melichárel octavo, mientras que el resto abandonaron por diversos motivos. 
| Equipo                      | Pilotos        | MON | SWE | MEX | POR | ARG | ITA | POL | FIN | DEU | AUS | FRA | ESP | GBR | Pos. | Puntos | Notas |
| M-Sport World Rally Team    | Mikko Hirvonen | Ret | 4   | 8   | 2   | 9   | Ret | 4   | 5   | 5   | 5   | 5   | 3   |     | 3.º  | 180    |       |
| M-Sport World Rally Team    | Elfyn Evans    | 6   | Ret | 4   | 22  | 7   | 5   | 35  | 7   | 4   | 8   | 6   | 14  |     | 3.º  | 180    |       |
| M-Sport World Rally Team    | Ott Tänak      |     | 5   |     | Ret |     |     |     |     |     |     |     |     |     | 3.º  | 180    |       |
| M-Sport World Rally Team    | Michal Solowow |     | 17  |     |     |     |     | Ret | Ret |     |     |     |     |     | 3.º  | 180    |       |
| RK M-Sport World Rally Team | Robert Kubica  | Ret | 24  | Ret | Ret | 6   | 8   | 20  | 34  | Ret | 9   | Ret | 17  |     | 8.º  | 25     |       |
| Jipocar Czech National Team | Martin Prokop  | Ret | Ret | 5   | 6   | 8   | 6   | 10  | Ret | 7   |     | 10  | 8   |     | 6.º  | 40     |       |

| Ver resultados de pilotos no inscritos en el campeonato de marcas. | Ver resultados de pilotos no inscritos en el campeonato de marcas. | Ver resultados de pilotos no inscritos en el campeonato de marcas. | Ver resultados de pilotos no inscritos en el campeonato de marcas. | Ver resultados de pilotos no inscritos en el campeonato de marcas. | Ver resultados de pilotos no inscritos en el campeonato de marcas. | Ver resultados de pilotos no inscritos en el campeonato de marcas. | Ver resultados de pilotos no inscritos en el campeonato de marcas. | Ver resultados de pilotos no inscritos en el campeonato de marcas. | Ver resultados de pilotos no inscritos en el campeonato de marcas. | Ver resultados de pilotos no inscritos en el campeonato de marcas. | Ver resultados de pilotos no inscritos en el campeonato de marcas. | Ver resultados de pilotos no inscritos en el campeonato de marcas. | Ver resultados de pilotos no inscritos en el campeonato de marcas. | Ver resultados de pilotos no inscritos en el campeonato de marcas. | Ver resultados de pilotos no inscritos en el campeonato de marcas. | Ver resultados de pilotos no inscritos en el campeonato de marcas. | Ver resultados de pilotos no inscritos en el campeonato de marcas. |
| ------------------------------------------------------------------ | ------------------------------------------------------------------ | ------------------------------------------------------------------ | ------------------------------------------------------------------ | ------------------------------------------------------------------ | ------------------------------------------------------------------ | ------------------------------------------------------------------ | ------------------------------------------------------------------ | ------------------------------------------------------------------ | ------------------------------------------------------------------ | ------------------------------------------------------------------ | ------------------------------------------------------------------ | ------------------------------------------------------------------ | ------------------------------------------------------------------ | ------------------------------------------------------------------ | ------------------------------------------------------------------ | ------------------------------------------------------------------ | ------------------------------------------------------------------ |
| Equipo                                                             | Pilotos                                                            | MON                                                                | SWE                                                                | MEX                                                                | POR                                                                | ARG                                                                | ITA                                                                | POL                                                                | FIN                                                                | DEU                                                                | AUS                                                                | FRA                                                                | ESP                                                                | GBR                                                                | Pos.                                                               | Puntos                                                             | Notas                                                              |
| Slovakia WRT                                                       | Jaroslav Melichárek                                                | 8                                                                  |                                                                    |                                                                    |                                                                    |                                                                    | 19                                                                 |                                                                    |                                                                    | 14                                                                 |                                                                    |                                                                    |                                                                    |                                                                    | 21.º                                                               | 4                                                                  |                                                                    |
| François Delecour                                                  | François Delecour                                                  | Ret                                                                |                                                                    |                                                                    |                                                                    |                                                                    |                                                                    |                                                                    |                                                                    |                                                                    |                                                                    |                                                                    |                                                                    |                                                                    | -                                                                  | 0                                                                  |                                                                    |
| M-Sport Ltd                                                        | Bryan Bouffier                                                     | 2                                                                  |                                                                    |                                                                    |                                                                    |                                                                    |                                                                    |                                                                    |                                                                    |                                                                    |                                                                    |                                                                    |                                                                    |                                                                    | 12.º                                                               | 20                                                                 |                                                                    |
| Henning Solberg                                                    | Henning Solberg                                                    |                                                                    | 7                                                                  |                                                                    | 5                                                                  |                                                                    | 7                                                                  | 9                                                                  | 9                                                                  |                                                                    |                                                                    |                                                                    |                                                                    |                                                                    | 11.º                                                               | 26                                                                 |                                                                    |
|                                                                    | Pontus Tidemand                                                    |                                                                    | 8                                                                  |                                                                    |                                                                    |                                                                    |                                                                    |                                                                    |                                                                    |                                                                    |                                                                    |                                                                    |                                                                    |                                                                    | 19.º                                                               | 6                                                                  |                                                                    |

## Palmarés

### Victorias en el Campeonato del Mundo de Rally
| N.º | Año  | Rally                             | Piloto             | Copiloto        |
| --- | ---- | --------------------------------- | ------------------ | --------------- |
| 1   | 2011 | 59th Rally Sweden                 | Mikko Hirvonen     | Jarmo Lehtinen  |
| 2   | 2011 | 21st Rally Australia              | Mikko Hirvonen     | Jarmo Lehtinen  |
| 3   | 2011 | 67th Wales Rally of Great Britain | Jari-Matti Latvala | Miikka Anttila  |
| 4   | 2012 | 60.º Swedish Rally                | Jari-Matti Latvala | Miikka Anttila  |
| 5   | 2012 | 46.º Vodafone Rally de Portugal   | Mads Østberg       | Jonas Andersson |
| 6   | 2012 | 68th Wales Rally of Great Britain | Jari-Matti Latvala | Miikka Anttila  |

## Ford Fiesta RRC

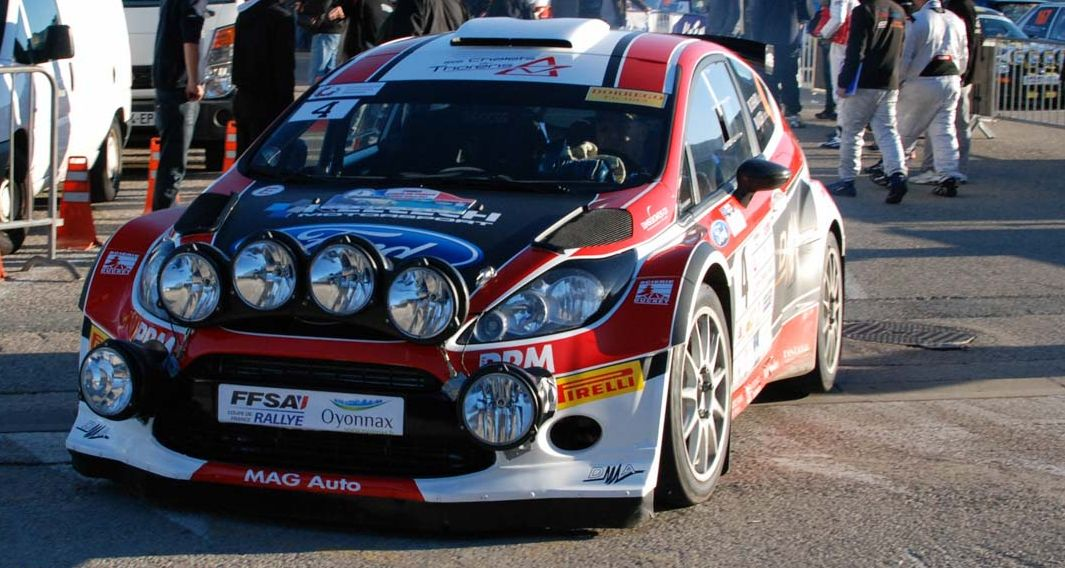
El Ford Fiesta RRC es prácticamente idéntico en el aspecto externo al Ford Fiesta RS WRC.

El Ford Fiesta RRC, (acrónimo de Regional Rally Car) es una versión del Fiesta RS WRC, menos potente y pensada para competir en pruebas nacionales. Técnicamente es similar al Ford Fiesta S2000, vehículo que compite en su misma categoría, pero su base parte de la versión del Fiesta RS WRC con una limitación de 30 mm en el turbocompresor y una aerodinámica más sencilla, que permite ser utilizado dentro de las normativas de competiciones regionales. La ventaja frente al Fiesta S2000, es que viene con un kit que permite adaptarlo a la categoría World Rally Car en apenas seis horas. Al igual que el Fiesta RS WRC posee tracción a las cuatro ruedas, motor 1.6 cc y turbocompresor. Es habitual su uso en competiciones nacionales así como en el Campeonato de Europa de Rally, el campeonato WRC 2 y el ya desaparecido IRC. En total ha logrado nueve victorias en pruebas de carácter internacional.

### Victorias en el Intercontinental Rally Challenge (IRC)
| N.º | Año  | Rally                   | Piloto             | Copiloto    | Notas  |
| --- | ---- | ----------------------- | ------------------ | ----------- | ------ |
| 1   | 2012 | 40. Rally di San Marino | Giandomenico Basso | Mitia Dotta | [ 73 ] |
| 2   | 2012 | 54.º Rallye Sanremo     | Giandomenico Basso | Mitia Dotta | [ 74 ] |

### Victorias en el Campeonato de Europa de Rally
| N.º | Año  | Rally                            | Piloto             | Copiloto               | Notas  |
| --- | ---- | -------------------------------- | ------------------ | ---------------------- | ------ |
| 1   | 2012 | 36. Rally 1000 Miglia            | Giandomenico Basso | Mittia Dotta           | [ 75 ] |
| 2   | 2013 | Rally Liepāja Ventspils          | Jari Ketomaa       | Kaj Lindström          | [ 76 ] |
| 3   | 2014 | 31. Internationale Jänner Rallye | Robert Kubica      | Maciej Szczepaniak     | [ 77 ] |
| 4   | 2014 | 49. SATA Rallye Açores           | Bernardo Sousa     | MBruno Magalhães       | [ 78 ] |
| 5   | 2014 | 42.º Cyprus Rally                | Yazeed Al-Rajhi    | Michael Orr            |        |
| 6   | 2014 | 57.º Tour de Corse               | Stéphane Sarrazin  | Jacques-Julien Renucci |        |

### Victorias en el WRC 2
| N.º | Año  | Rally                           | Piloto              | Copiloto             | Notas |
| --- | ---- | ------------------------------- | ------------------- | -------------------- | ----- |
| 1   | 2013 | 61. Rally Sweden                | Yazeed Al-Rajhi     | Michael Orr          |       |
| 2   | 2013 | 10. Rally Guanajuato México     | Abdulaziz Al-Kuwari | Killian Duffy        |       |
| 3   | 2013 | 33. Philips LED Rally Argentina | Abdulaziz Al-Kuwari | Killian Duffy        |       |
| 4   | 2013 | 22. Rally Australia             | Abdulaziz Al-Kuwari | Killian Duffy        |       |
| 5   | 2014 | 48.º Vodafone Rally de Portugal | Nasser Al-Attiyah   | Giovanni Bernacchini |       |

| Predecesor: Ford Focus WRC 1999 - 2010 | Coches del WRC de Ford Ford Fiesta RS WRC 2011 - 2016 | Sucesor: Ford Fiesta WRC 2017- |